# Bethune College
Bethune College es una universidad para mujeres ubicada en Bidhan Sarani en Calcuta, India, y afiliada a la Universidad de Calcuta . Es la universidad de mujeres más antigua de la India y una de las primeras de Asia. Fue creada como escuela para niñas en 1849, y como universidad en 1879.

## Historia

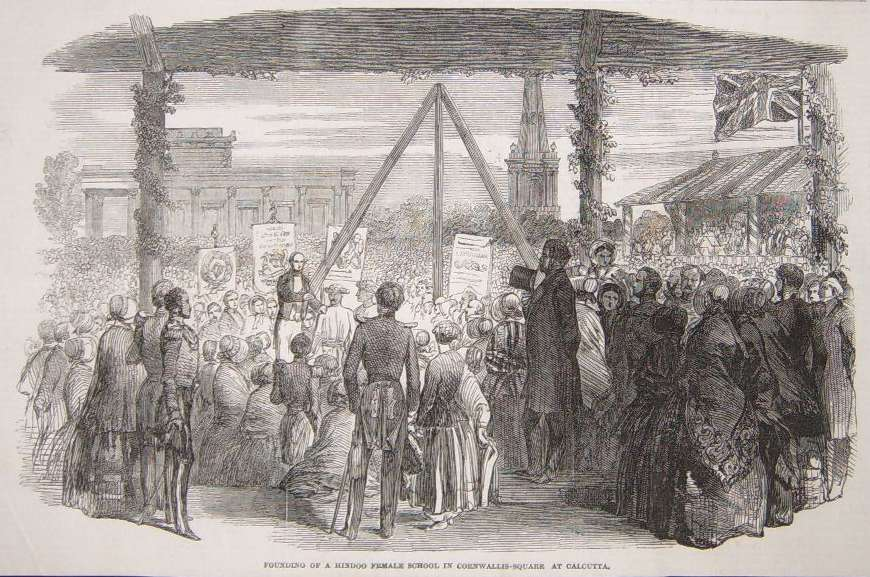
Colocación de la primera piedra en Cornwallis Square, noviembre de 1850

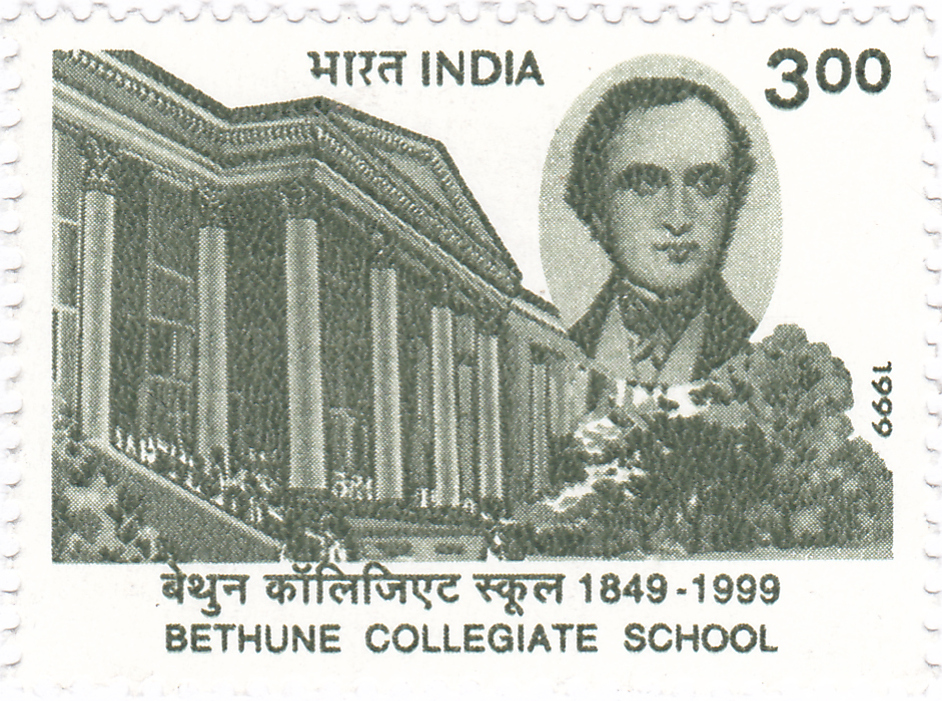
Un sello de 1999 dedicado a Bethune Collegiate School

El colegio fue fundado como la Escuela Femenina de Calcuta en 1849 por John Elliot Drinkwater Bethune, con el apoyo financiero de Dakshinaranjan Mukherjee. La escuela comenzó en la casa de Mukherjee en Baitakkhana, con 21 niñas inscritas. Al año siguiente, la inscripción aumentó a 80. En noviembre, en un terreno en el lado oeste de Cornwallis Square, se colocó la primera piedra para el edificio de una escuela permanente. El nombre "Escuela Femenina Hindú" estaba inscrito en la placa de cobre colocada en la piedra y en la paleta ceremonial de plata hecha para la ocasión. En agosto de 1851, tras la muerte de su fundador la escuela pasó por dificultades y sus apoyos disminuyeron.

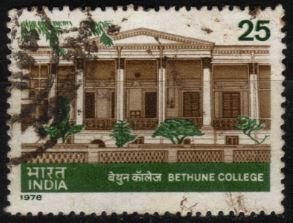
Sello postal de 1978 que conmemora el centenario de Bethune College

El gobierno se hizo cargo en 1856 y le cambió el nombre a Bethune School en honor a su fundador en 1862-1863. En 1879 se convirtió en Bethune College, la primera universidad para mujeres en la India y la escuela Bethune fue la segunda (primera en Bhidewada Pune, por Jyotirao Phule) escuela para mujeres en toda Asia.
El Bethune College ocupó el puesto 77 entre las universidades de la India según el Marco de clasificación institucional nacional (NIRF) en 2021. 

## Alumnas notables
- Kadambini Ganguly (1861-1923), una de las dos primeras mujeres graduadas del Imperio Británico[10]
- Chandramukhi Basu (1860-1944), una de las dos primeras mujeres graduadas del Imperio Británico[10]
- Abala Bose (1864-1951), trabajadora social y activista.[11]
- Sarala Devi Chaudhurani (1872-1945), promotora de la educación femenina
- Anwara Bahar Chowdhury (1919-1987), activista social y escritora
- Kamala Das Gupta (1907-2000), nacionalista luchadora por la libertad[12]
- Amalprava Das, trabajadora social
- Bina Das (1911-1986), revolucionaria y nacionalista[12]
- Kalpana Datta (1913-1995), activista independentista[12]
- Mira Datta Gupta (1907-1983), luchadora por la libertad y activista
- Swarnakumari Devi (1855-1932), poeta, novelista y trabajadora social
- Begum Khaleda Zia, primera mujer primera ministra de Bangladesh
- Aditi Lahiri (nacida en 1952), lingüista académica
- Abha Maiti (nacida en 1925), política
- Kanak Mukherjee (1921-1995), activista política
- Shukhalata Rao (1886-1969), trabajadora social y autora de libros infantiles
- Kamini Roy (1864-1933), poeta, trabajadora social y feminista[11]
- Leela Roy (1900-1970), política y reformadora
- Amiya Tagore (1901-1988), cantante
- Pritilata Waddedar (1911-1932), nacionalista revolucionaria

## Further reading
- Borthwick, Meredith (2015). The Changing Role of Women in Bengal, 1849-1905. Princeton University Press. pp. 74-. ISBN 978-1-4008-4390-9.
- Ray, Bharati (2005). Women of India: Colonial and Post-colonial Periods. SAGE Publications. pp. 187-. ISBN 978-81-321-0264-9.
- Tattwabhushan, Sitanath (1904). Social Reform in Bengal: A Side Sketch. Calcutta: City Book Society. pp. 43-.